# Conrobla
La conrobla, corrobla o robla consiste en un convite que ofrece el comprador o el vendedor a los que intervienen en una venta.
Mientras que en el norte de Castilla y León se la conoce por estos nombres, al sur del Duero es conocida como alboroque, nombre de origen árabe con el mismo significado.
La conrobla ha dado su nombre al municipio de La Robla, en León, e incluso se simboliza en el escudo del mismo, con dos campesinos que se dan la mano.